# Yasuhiro Toyoda
Yasuhiro Toyoda (豊田 泰広 Toyoda Yasuhiro?,  nacido el 2 de mayo de 1976 en Ōita) es un exfutbolista japonés. Jugaba de defensa y su último club fue el Omiya Ardija de Japón.

## Trayectoria

### Clubes
| Club         | País  | Año  |
| ------------ | ----- | ---- |
| Omiya Ardija | Japón | 1999 |